# NGC 4280
NGC 4280 – obiekt astronomiczny w gwiazdozbiorze Panny zaobserwowany 6 maja 1886 roku przez Lewisa Swifta, prawdopodobnie asteryzm składający się z trzech ustawionych w jednej linii gwiazd (o jasnościach ok. 14, 15 i 16m), znajdujący się pomiędzy galaktykami NGC 4279 i NGC 4285 odkrytymi tej samej nocy. Identyfikacja NGC 4280 nie jest pewna ze względu na niedokładność podanej przez Swifta pozycji. Niektóre katalogi i bazy obiektów astronomicznych, pomijają ten obiekt (np. SIMBAD) bądź uznają go za nieistniejący.